# Film in 1970
Dit artikel gaat over de film in het jaar 1970.

## Lijst van films
- Airport
- De Aristokatten (Engelse titel: The Aristocats)
- Beneath the Planet of the Apes
- Beyond the Valley of the Dolls
- Le Boucher
- Catch-22
- Le Cercle rouge
- Les Choses de la vie
- Il conformista
- A Day at the Beach
- De la part des copains
- Deep End
- Dodesukaden
- Domicile conjugal
- Elvis: That's The Way It Is
- End of the Road
- Entertaining Mr Sloane
- Five Easy Pieces
- Gimme Shelter
- Hoffman
- Hercules in New York
- Hospital
- I Walk the Line
- Il giardino dei Finzi-Contini
- Indagine su un cittadino al di sopra di ogni sospetto
- Kelly's Heroes
- The Landlord
- Let It Be
- Little Big Man
- Love Story
- M*A*S*H
- Ned Kelly
- The Molly Maguires
- On a Clear Day You Can See Forever
- The Owl and the Pussycat
- Paix sur les champs
- Patton
- Perfect Friday
- Performance
- Pippi in Taka-Tukaland (Zweedse titel: Pippi Långstrump på de sju haven)
- Pippi zet de boel op stelten (Zweedse titel: På rymmen med Pippi Långstrump)
- The Private Life of Sherlock Holmes
- The Railway Children
- Rio Lobo
- La route de Salina
- Ryan's Daughter
- Summer in the City
- El Topo
- Tora! Tora! Tora!
- Tristana
- L'uccello dalle piume di cristallo
- Woodstock
- Zabriskie Point

### Lijst van Nederlandse films
- Allemaal naar Bed
- Daniel
- Onkruidzaaiers in Fabeltjesland
- Rubia's Jungle
- De val
- De worstelaar

1870-1879 · 1880-1889 · 1890 · 1891 · 1892 · 1893 · 1894 · 1895 · 1896 · 1897 · 1898 · 1899 · 1900 · 1901 · 1902 · 1903 · 1904 · 1905 · 1906 · 1907 · 1908 · 1909 · 1910 · 1911 · 1912 · 1913 · 1914 · 1915 · 1916 · 1917 · 1918 · 1919 · 1920 · 1921 · 1922 · 1923 · 1924 · 1925 · 1926 · 1927 · 1928 · 1929 · 1930 · 1931 · 1932 · 1933 · 1934 · 1935 · 1936 · 1937 · 1938 · 1939 · 1940 · 1941 · 1942 · 1943 · 1944 · 1945 · 1946 · 1947 · 1948 · 1949 · 1950 · 1951 · 1952 · 1953 · 1954 · 1955 · 1956 · 1957 · 1958 · 1959 · 1960 · 1961 · 1962 · 1963 · 1964 · 1965 · 1966 · 1967 · 1968 · 1969 · 1970 · 1971 · 1972 · 1973 · 1974 · 1975 · 1976 · 1977 · 1978 · 1979 · 1980 · 1981 · 1982 · 1983 · 1984 · 1985 · 1986 · 1987 · 1988 · 1989 · 1990 · 1991 · 1992 · 1993 · 1994 · 1995 · 1996 · 1997 · 1998 · 1999 · 2000 · 2001 · 2002 · 2003 · 2004 · 2005 · 2006 · 2007 · 2008 · 2009 · 2010 · 2011 · 2012 · 2013 · 2014 · 2015 · 2016 · 2017 · 2018 · 2019 · 2020 · 2021 · 2022 · 2023 · 2024 · 2025